# 哈勒爾斯 (北卡羅萊納州)
哈勒爾斯（英語：Harrells）是一個位於美國北卡羅萊納州杜普林縣及桑普森縣的城鎮。

## 人口
根據2020年美國人口普查的數據，哈勒爾斯的面積為8.15平方千米，皆為陸地。當地共有人口160人，而人口密度為每平方千米20人。